# Гика, Димитрие Ион
Димитрие Ион Гика (рум. Dimitrie I. Ghica; 9 января 1875, Константинополь, Османская империя — 13 октября 1967, Брюссель, Бельгия) — румынский политический и государственный деятель, дипломат, министр иностранных дел Румынии (27 апреля 1931 — 5 июня 1932), переводчик, мемуарист.

## Биография
Происходил из албанского княжеского рода Гика, многие представители которого были правителями Молдавии и Валахии. Последний господарь Молдавии Григорий-Александр Гика приходился ему дедушкой. Отец его был министром при султанском дворе, вся семья принадлежала к православному вероисповеданию. Брат священника Владимира Гика.
Окончил Тулузский университет. 
Стал заниматься дипломатией с 1894 года. После Первой мировой войны, после разногласий с И. Брэтиану, был отозван в страну. Служил послом Румынии в Болгарии (1913—1914). В 1914—1918 годах был послом Королевства Румыния в Риме.
Участник румынской делегации на Парижской мирной конференции, возглавляемой Александру Вайда-Воеводом, затем с 1 февраля 1920 по 16 марта 1922 года работал чрезвычайным и полномочным министром Румынии в Париже и Брюсселе.
С апреля 1931 по май 1932 года занимал пост министра иностранных дел.
Переводчик произведений Геродота на румынский язык. Его политические мемуары периода 1894—1940 годов появились на румынском языке в издательстве Европейского института в 2004 году.